# Сёмин, Александр Васильевич
Алекса́ндр Васи́льевич Сёмин (9 августа 1943, Баку, Азербайджанская ССР, СССР — 14 октября 2016, Москва) — советский футболист, защитник. Мастер спорта СССР.

## Биография
Окончил в Баку Азербайджанский государственный институт физической культуры и Азербайджанский институт народного хозяйства им. Д. Буниатзаде.
Играл за команды из трёх республик СССР: бакинский «Нефтяник», ереванский «Арарат» (35 игр, 4 гола) и алма-атинский «Кайрат» (7 игр, 0 голов). Провёл всего более 100 игр, забил 4 гола за «Арарат» и отметился одним автоголом.
Единственную игру в сборной СССР провёл в качестве капитана команды. Этим матчем стал поединок с Австрией (16 июня 1968 года).
По окончании игровой карьеры работал начальником отдела спортивной базы в Азербайджанской ССР.
С начала 1990-х годов жил в Москве.

## Семья
Жена — волейболистка Инна Рыскаль, сыновья — Руслан и Ян.